# Théodore Edmond Dupuis
Théodore Edmond Dupuis, né le 27 septembre 1833 à Harfleur (Seine-Maritime) et mort le 17 mai 1911 à Paris, est un amiral français.

## Biographie
Théodore Edmond Dupuis est le fils de Jean Edmond Dupuis et de Rose Nicole Vaquerie, fille du maire d'Harfleur. Il entre à l'École navale en 1851, en sort aspirant en 1853 et prend part à la bataille de Bomarsund l'année suivante. Il participe à la Guerre de Crimée jusqu'au siège de Sébastopol, passant enseigne de vaisseau en 1857, puis à la Campagne d'Italie, assistant au blocus de Venise.
Il rejoint le général Charles Cousin-Montauban pour l'expédition de Chine en 1860 et y prend la tête des fusiliers marins.
Rentré en France et promu lieutenant de vaisseau en 1862, Dupuis est nommé professeur à l'École des mécaniciens de Brest.
Lors de la guerre franco-allemande de 1870, il commande hors de Paris une batterie flottante sur une canonnière Farcy. Poursuivi par les Allemands, il soutient leur attaque à Vernon. Il tient tête aux insurgés sur le pont de la Concorde lors de la Commune, sa conduite lui valant alors sa promotion au grade de capitaine de frégate en 1871. 
Nommé second du Borda, École navale en rade de Brest, il est attaché au service d'instruction.
Le 21 décembre 1878, il reçoit le commandement de la canonnière Crocodile et de la station de Granville. Il est promu capitaine de vaisseau le 5 novembre 1883 et reçoit le commandement de la Dévastation en 1884. Le 6 février 1885, il est nommé commandant du cuirassé Turenne (dans la Division navale d'Extrême-Orient). 
Il commande l'École des mousses de 1888 à 1890. 
Promu contre-amiral le 18 février 1891, il devient, sur le cuirassé Formidable, chef d'état-major de l'amiral Rieunier, préfet maritime de Toulon. Commandant l'escadre de Méditerranée, Dupuis représente la France aux fêtes de Gênes.
Entre le 4 février 1894 et le 20 janvier 1895, il est commandant en chef de la Division navale d'Extrême-Orient, avec pavillon sur le cuirassé Bayard.  
En 1896, il passe dans le cadre de réserve, atteint par la limite d'âge. 
Il constitue une importante collection d'objets d'art asiatique.
Il était membre de la Société académique de Brest.

## Distinctions
- Commandeur de la Légion d'honneur (1893).

## Publications
- De l'instruction des officiers de marine